# سیا کونوری
سیا کونوری (به انگلیسی:Seia Kunori، متولد ۳۱ مارس ۲۰۰۱)، فوتبالیست حرفه‌ای ژاپنی است که به عنوان مهاجم یا هافبک هجومی بازی می کند.